# Hovet (arena)

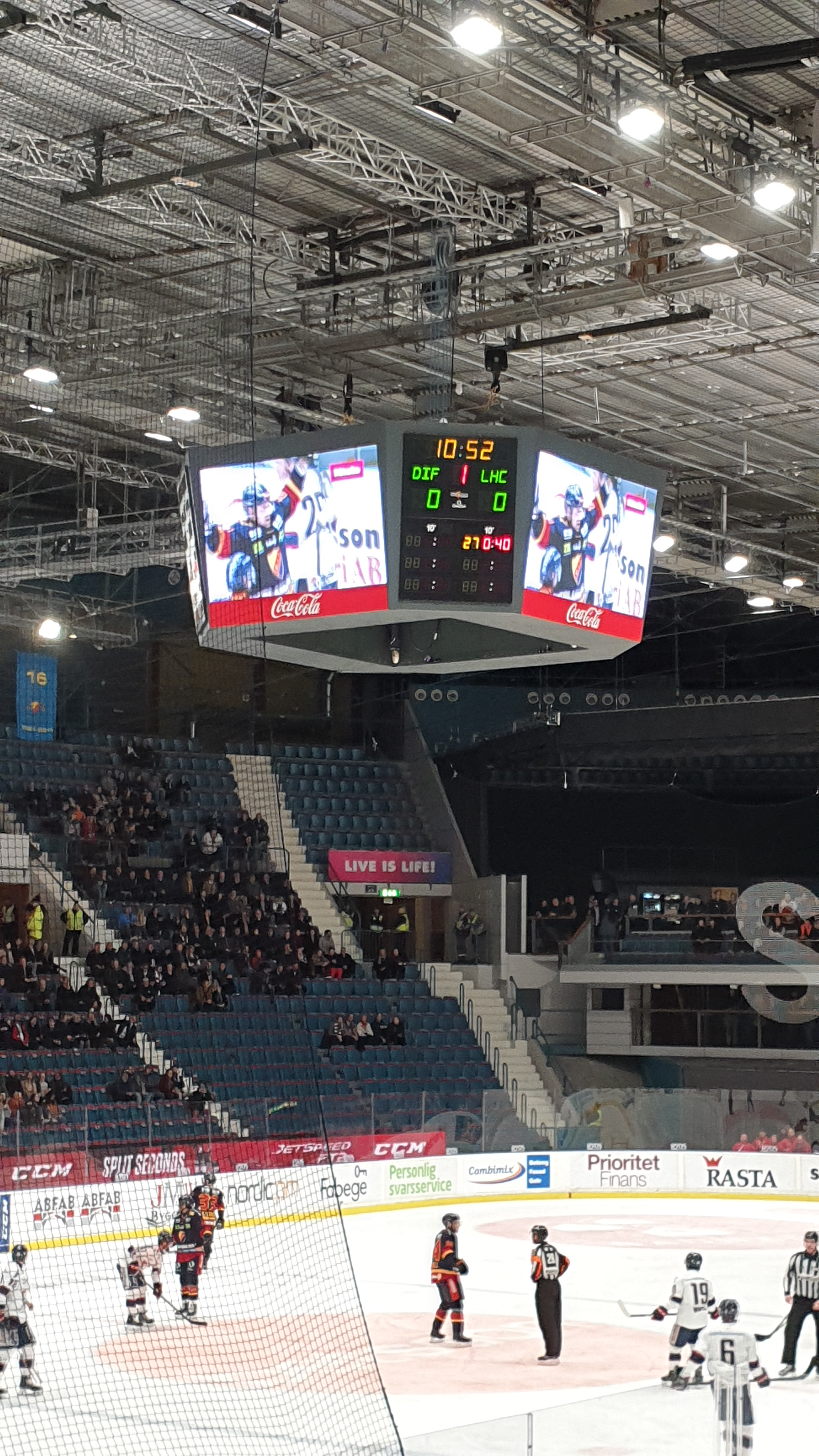
Interiör under ishockeymatch

Hovet (före 1989 Johanneshovs isstadion) är en multiarena i Stockholm. Arenan ritades av arkitekt Paul Hedqvist och invigdes 4 november 1955 som en konstfrusen bandybana, vilken senare blev en utomhusarena för ishockey. År 1962 återinvigdes Hovet efter en ombyggnad då bland annat ett tak tillkom. Arenan var till den 19 februari 1989, när Globen öppnades, Stockholms största arena för ishockey, och fungerade ofta som hemmaplan för svenska landslaget. Även konserter brukar hållas här. Hovet drivs av Stockholm Live.

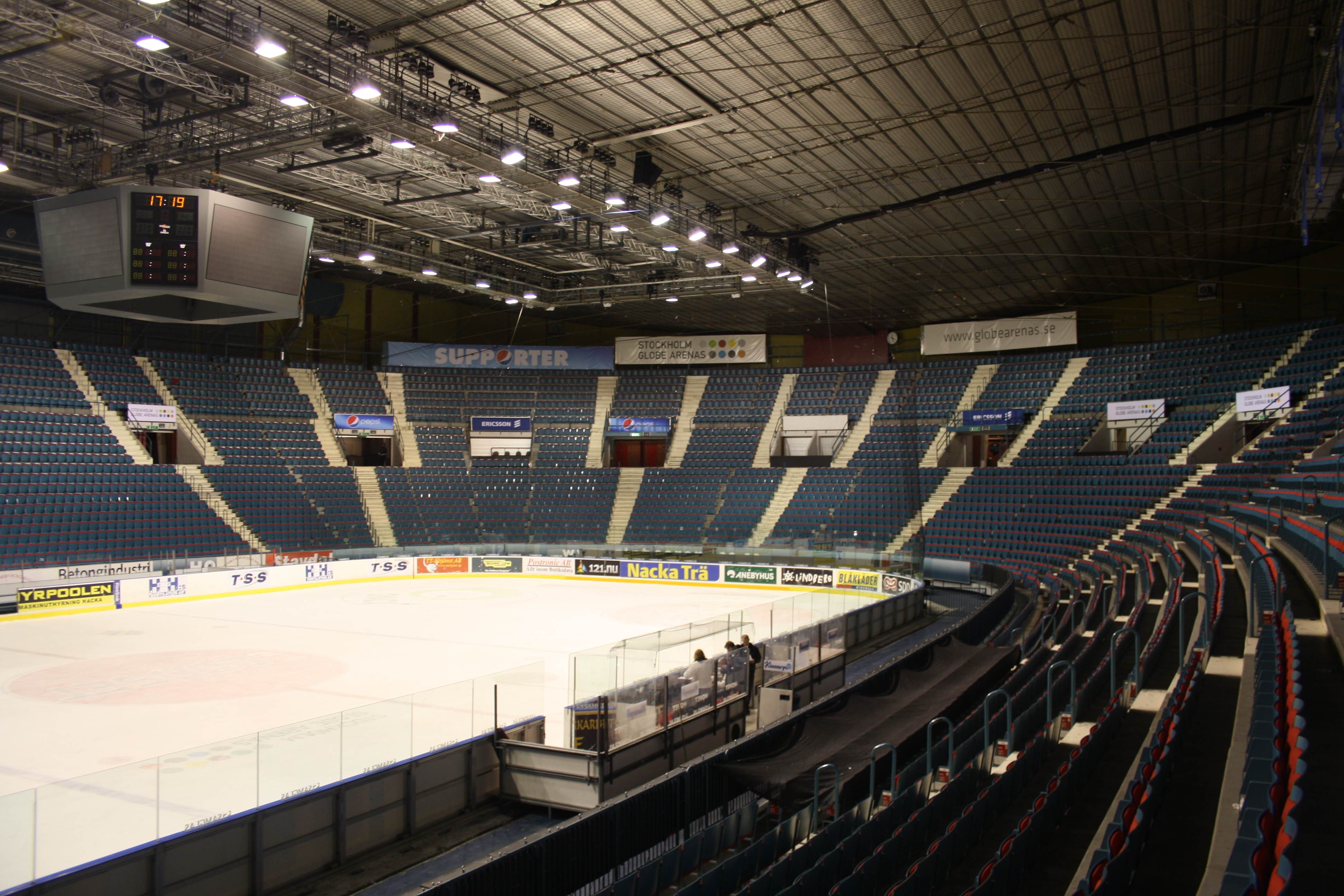
Interiör

## Historik

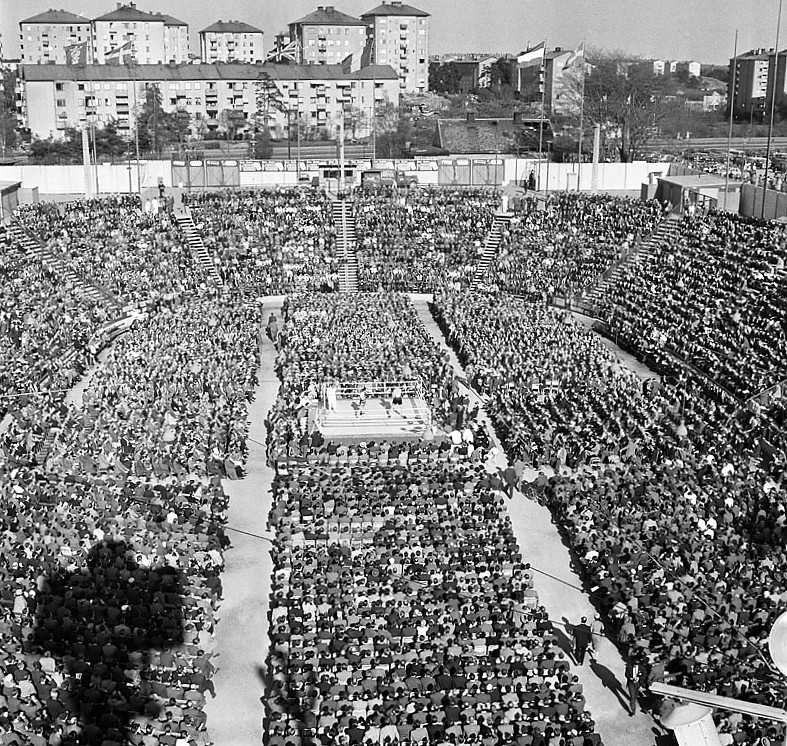
Ingemar Johansson försvarar sin EM-titel på Johanneshovs isstadion 19 maj 1957.

### Bakgrund och tidiga år
Ishockey var en sport som inte hade förekommit på Johanneshovs IP, som tidigare hade funnits på ungefär samma plats. Hemmaplan från starten för de tre då allsvenska klubbarna IK Göta, Hammarby IF och Djurgårdens IF och för IFK Stockholm i division 2 (näst högsta) och Stureby SK som 1955 var nykomlingar i division 3 (tredje högsta serien vid denna tid), och höll sig kvar på den nivån ganska länge. Några år in på 1960-talet flyttade laget dock ut från Hovet.
AIK hade vid denna tid sedan början av 1950-talet pendlat mellan högsta och näst högsta divisionen, men etablerade sig återigen i högsta divisionen säsongen 1961/1962 och flyttade redan då i vart fall derbyt mot Djurgården i SM-serien till Hovet och satte sitt publikrekord i ishockey med 17 098 åskådare (Djurgården vann dock med 13-5). När Hovet fick tak nästa säsong, 1962/1963, flyttade AIK permanent in där.
Djurgården och AIK har satt sina publikrekord inomhus på Hovet, de två största inomhusrekorden för svenska ishockeyklubbar. För Djurgårdens del 16 105 åskådare i hemmamatchen mot AIK i SM-serien 1962/63, 3 februari 1963. För AIK:s del 14 655 åskådare i deras hemmamatch mot Västra Frölunda IF i samma serie, tio dagar senare.
Johanneshovs isstadion var inte bara arena för ishockeymatcher. Den 19 maj 1957 försvarade Ingemar Johansson sin EM-titel på ett fullsatt stadion. Boxningsringen var placerad mitt på arenagolvet och omgiven av tusentals provisoriska sittplatser. Troligen var detta det absoluta publikrekordet på Hovet. Hur många åskådare som på plats följde matchen den dagen går idag inte längre att fastställa.

### Byggnaden

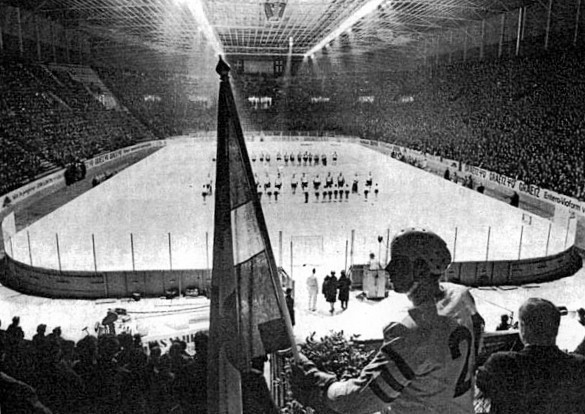
Nyinvigning av Hovet i november 1962, Lasse Björn håller i Sveriges flagga inför landskampen mellan Sverige och Norge.

Den arena som ursprungligen hette "Johanneshovs isstadion" och som i dag kallas ”Hovet” började byggas 1953. Redan 1921 diskuterades bygget av en ny ishockeyarena med konstfrusen bana. Det skulle dock dröja till 1949 innan Stockholms stad tog beslut om en isstadion i Johanneshov och anslog 400 000 kronor för projektet.  Men bygget kom att kosta totalt 3,2 miljoner kronor. Till arkitekt anlitades Paul Hedqvist, vid den tiden en av Sveriges främsta arkitekter för större anläggningar.
På sommaren 1955 utlyste Dagens Nyheter en tävling om ett passande namn för den nya ishockeyarenan. Många fantasifulla förslag kom in, bland annat: Gropen, Frysängen, Kylskåpet, Isis, Osis, Prinsessan Desireé, Pucken, Tre Kronors Pärla och Äntligen (det senare från en person som tröttnat på att vänta på en hockeyarena). Först 1989 fick arenan officiellt nammet ”Hovet” (ursprungligen smeknamn för Johanneshovs isstadion). Arenan invigdes med en landskamp mellan Sverige och Norge den 4 november 1955, som Sverige vann med 7–2.
Hovets publikkapacitet var från början 13 000 permanenta ståplatser. Sedan tillkom provisoriska läktare med 380 sitt- och 3 600 ståplatser, alltså sammanlagt knappt 17 000 platser. Idag är kapaciteten mycket mindre, knappt 8 100 platser, eftersom ståplatserna huvudsakligen ersattes av sittplatser. Vid konserter är det lite fler platser. Johanneshovs isstadion användes inte bara till mästerskap och elithockey utan även som skridskobana för allmänheten. Fram till ombyggnaden 1962 hade 963 238 personer åkt på isen.
Åren 1961-1963 byggdes ett tak över arenan. Även den här gången var Paul Hedqvist ansvarig arkitekt. David Jawerth, som var takets konstruktör, var även specialist för linspända bärverk. För “Hovet” konstruerade han ett hängtak med 83 meters spännvidd. Taket bärs av ett fackverk av stållinor, som med sicksackstag är förspända till en styv konstruktion. De bärande vertikala stålpelarna stagas av utanför väggarna. Varje vajer förankrades med betongfundament 6,5 meter ner i marken. Nya Johanneshovs isstadion, nu med tak, invigdes 1962 med en landskamp i ishockey mot Norge. Efter ombyggnaden blev arenagolvets storlek 30x60 meter, fri höjd till teknikbrygga 15,5 meter och till takkonstruktionen 17,0 meter. Under 2002 rustades arenan upp ytterligare. I dag används Hovet till flertalet typer av evenemang.
Bilder, byggnadsarbeten 1961-1962

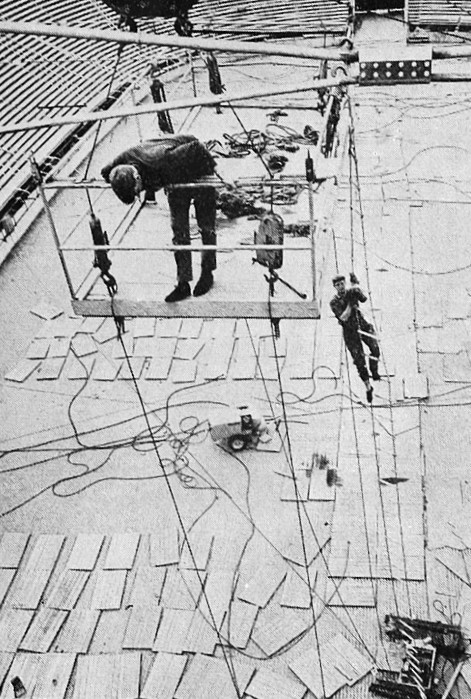
Linspänningen monteras
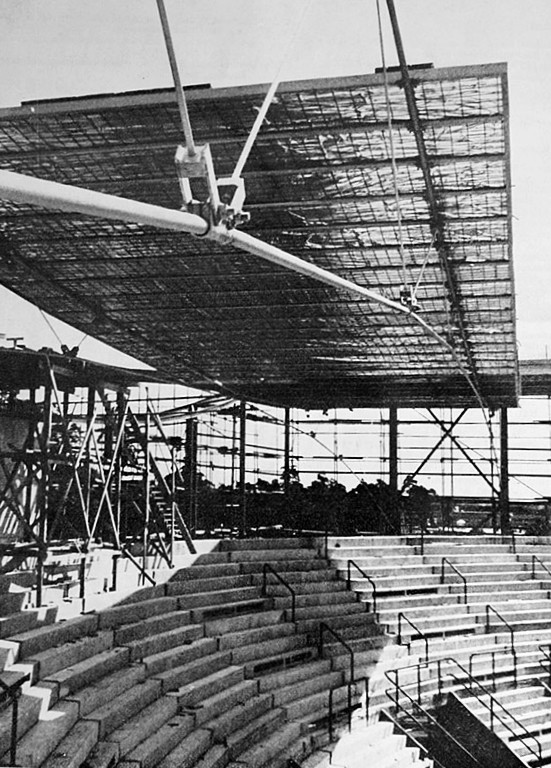
Innertaket monteras
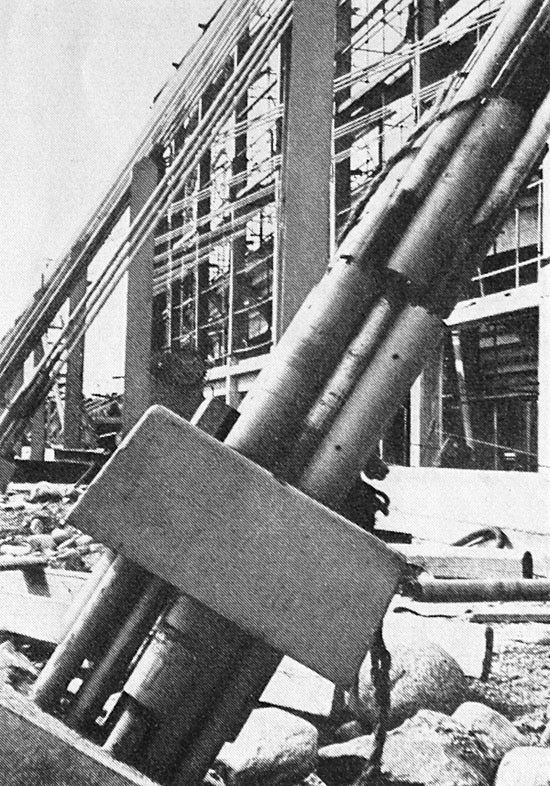
Fundament till en lina
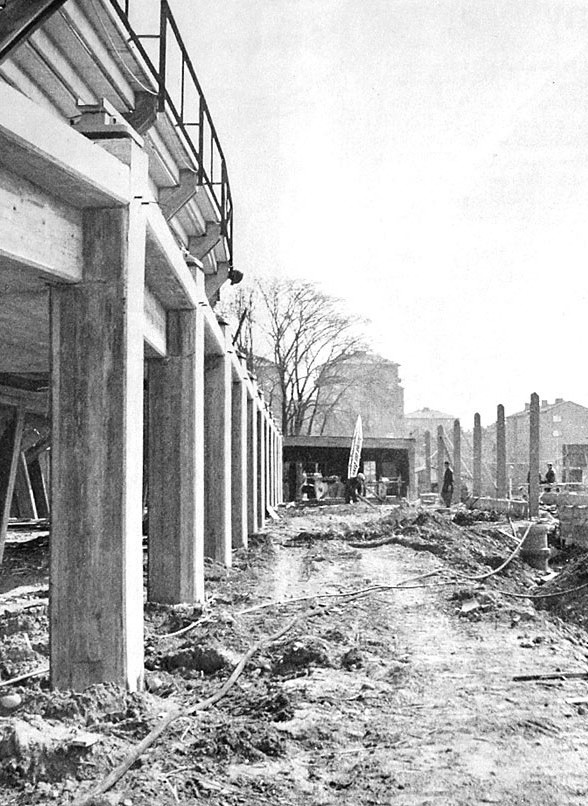
Pelare till läktaren gjuts

### Tiden efter Globen

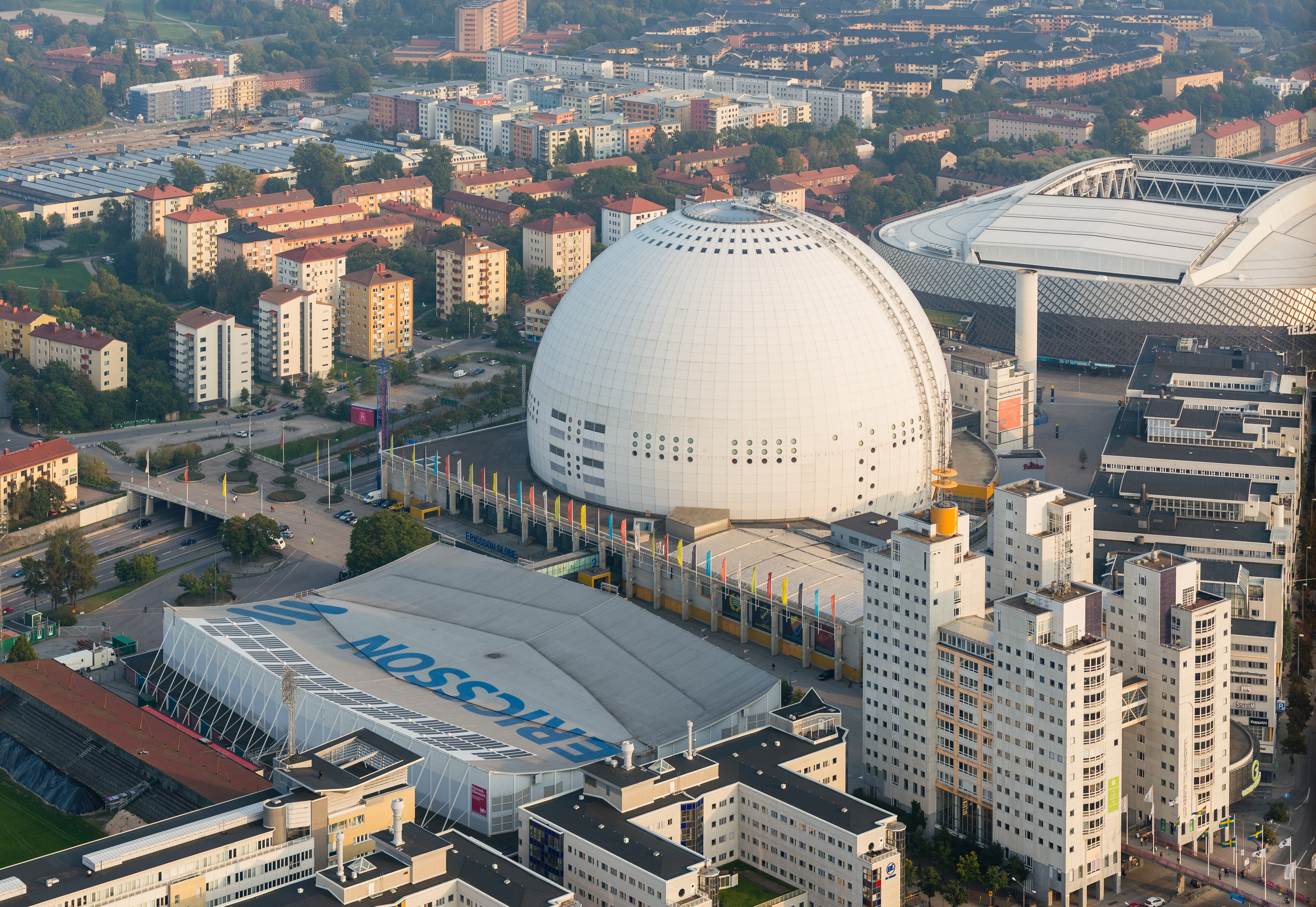
Hovet (till vänster), Globen och Tele2 Arena, september 2014.

Vid Globens invigning i februari 1989 flyttade AIK och Djurgårdens IF in i den nya arenan. Johanneshovs isstadion blev snart främst Hammarby IF:s hemmaplan, samt en reservanläggning i Elitserien som användes vid större evenemang i Globen, som Stockholm Horse Show. Efter AIK:s nedflyttning till allsvenskan 2002 har klubben återvänt till Hovet. AIK och Hammarby blev därmed arenans permanent bofasta hemmalag, men Hammarby flyttade i kvalserien till Hockeyallsvenskan 2005/2006 till M/B-hallen i Sätra. 
Under åren på Globen växte dock missnöjet bland Djurgårdssupportrarna, då många upplevde att Globen som arena och DIF Hockey fokuserade för mycket på företagspublik och att de motarbetade klackpublik, bland annat genom att inte ha någon ståplats. När Djurgårdens IF några år in på 2000-talets första decennium började prestera sämre och missnöjet bredde ut sig ännu mer, så vände sig Djurgårdens IF till den officiella supporterföreningen Järnkaminerna. I ett första försök att blidka klackpubliken så ökade man antal ståplatser. Vidare föreslogs att DIF Hockey skulle flytta så många matcher som möjligt till Johanneshovs isstadion, och under säsongen 2007/2008 spelade man 17 av 27 hemmamatcher där, innan Hovet återigen inför säsongen 2008/2009 blev klubbens permanenta hemmaplan.
Utöver Göta, Hammarby, Djurgården, IFK Stockholm, Stureby och AIK har Nacka SK, Mälarhöjden/Västertorp IK, Brinkens IF och AC Camelen haft Hovet som ordinarie hemmaplan vid olika perioder.
I ordning efter respektive första tillfälle har åtminstone Huddinge IK, Karlbergs BK, Årsta Södra IF, Danderyd/Täby Hockey, Skarpnäck AIK, Lidingö HC och Bajen Fans Hockey spelat enstaka hemmamatcher på Hovet, i seriespel. Åtminstone IF Cobran och Reymersholms IK och säkert många ytterligare klubbar har haft Hovet som hemmaplan i träningsmatcher. Otaliga klubbar har spelat tävlingsmatcher på Hovet i den bemärkelsen att matcher i Stockholms distriktsmästerskap under framför allt 1960-talet har spelats där.

### Framtid
Under tidigt 2016 offentliggjordes planer för en rivning av Hovet 2020 eller senare, och renovering av Globen för bättre anpassning till ishockey, och för att bereda plats åt bostadshus. Beslutet om rivning fattades av SGA Fastigheter den 8 november 2017.
Måndagen den 20 juni 2022 meddelade slutligen Stockholms kommun att riva arenan, samt rusta upp Globen. Hovet ska rivas senast 2029, och på dess plats förväntas en underjordisk ishockeyrink byggas.

## Bilder, evenemang

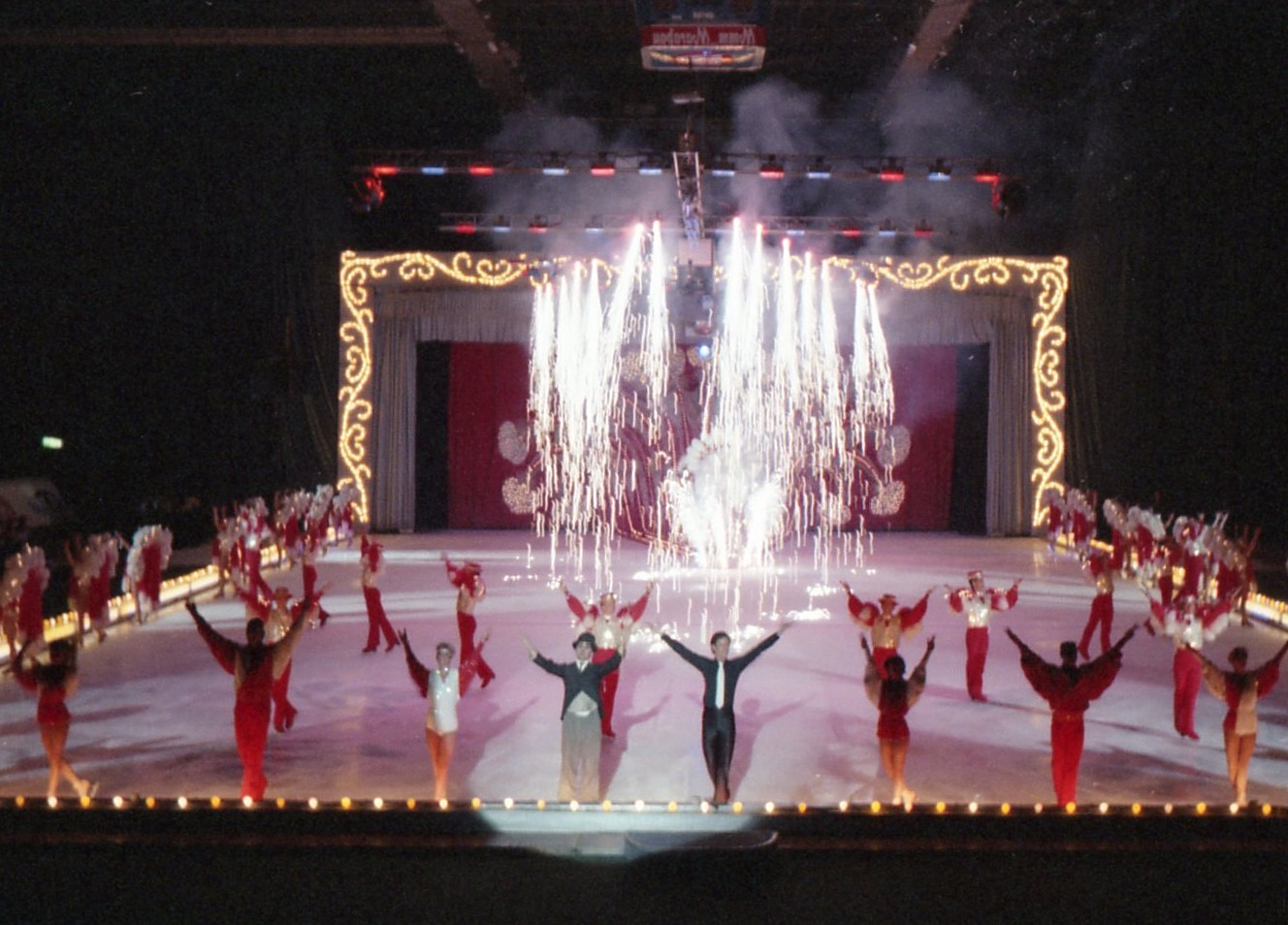
Holiday on Ice den 4 april 1986.
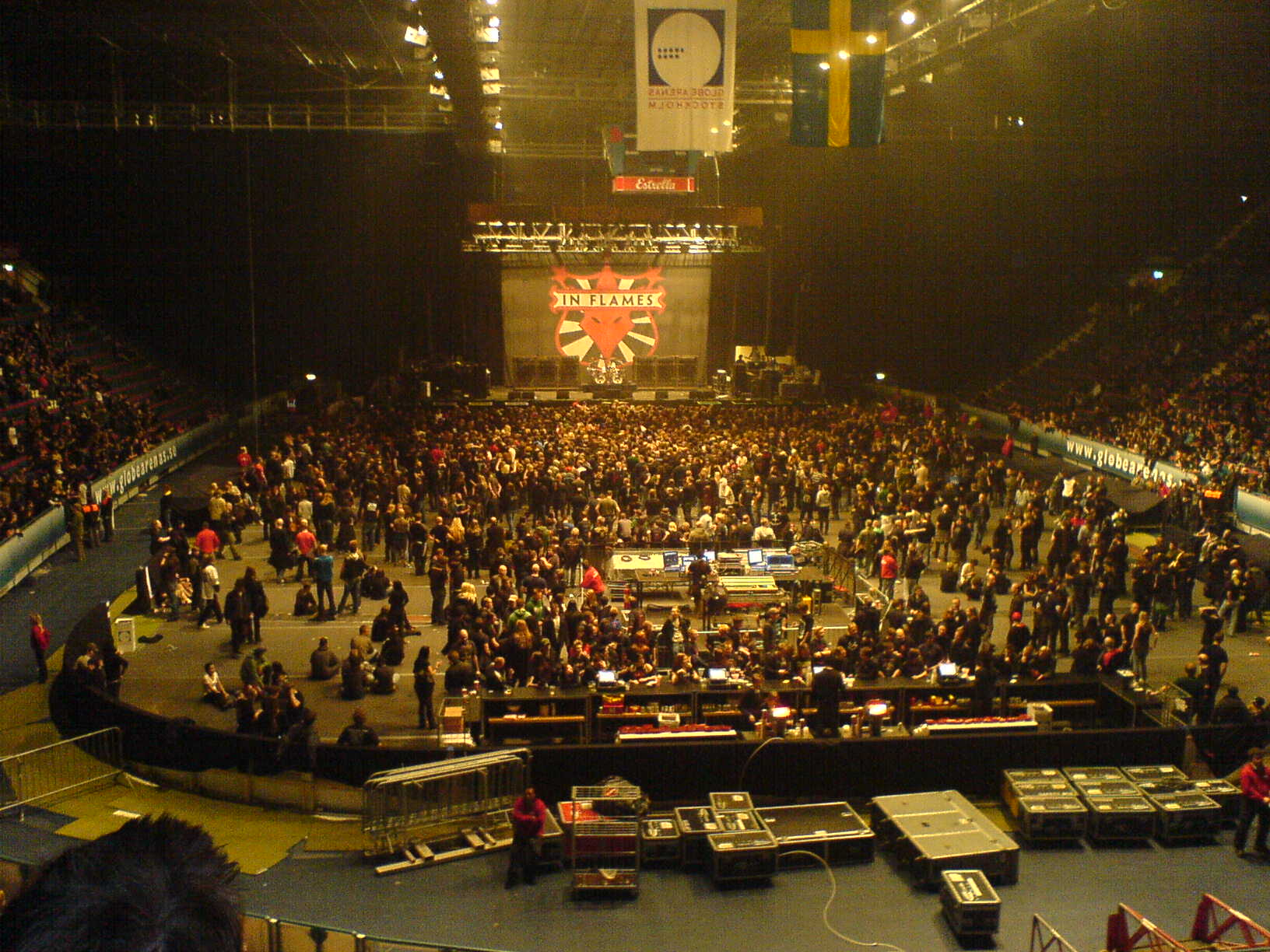
Inför In Flames spelning på Unholy Alliance II, 2006
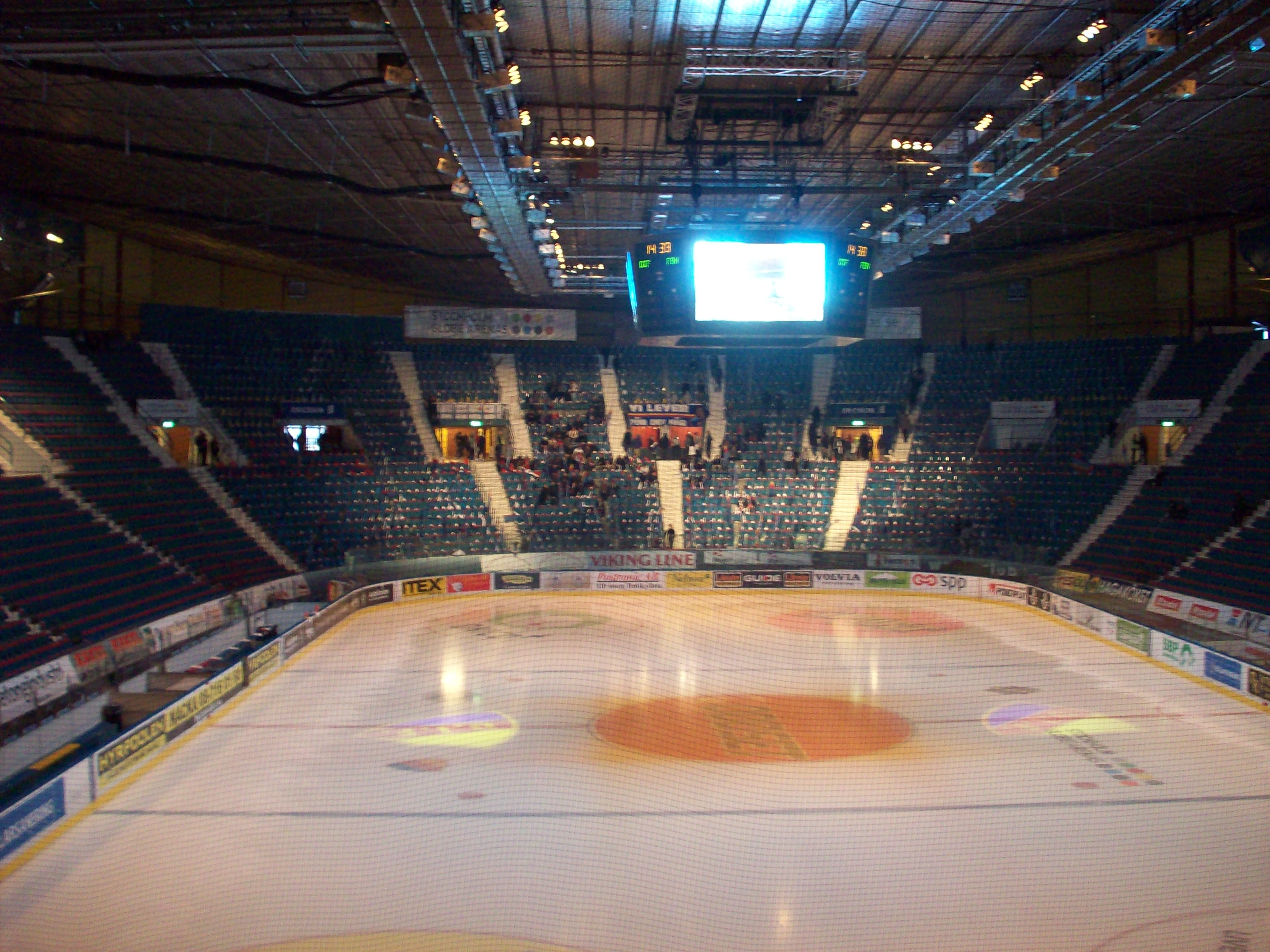
Hovet från VIP-läktaren Hovets hylla den 2 januari 2010
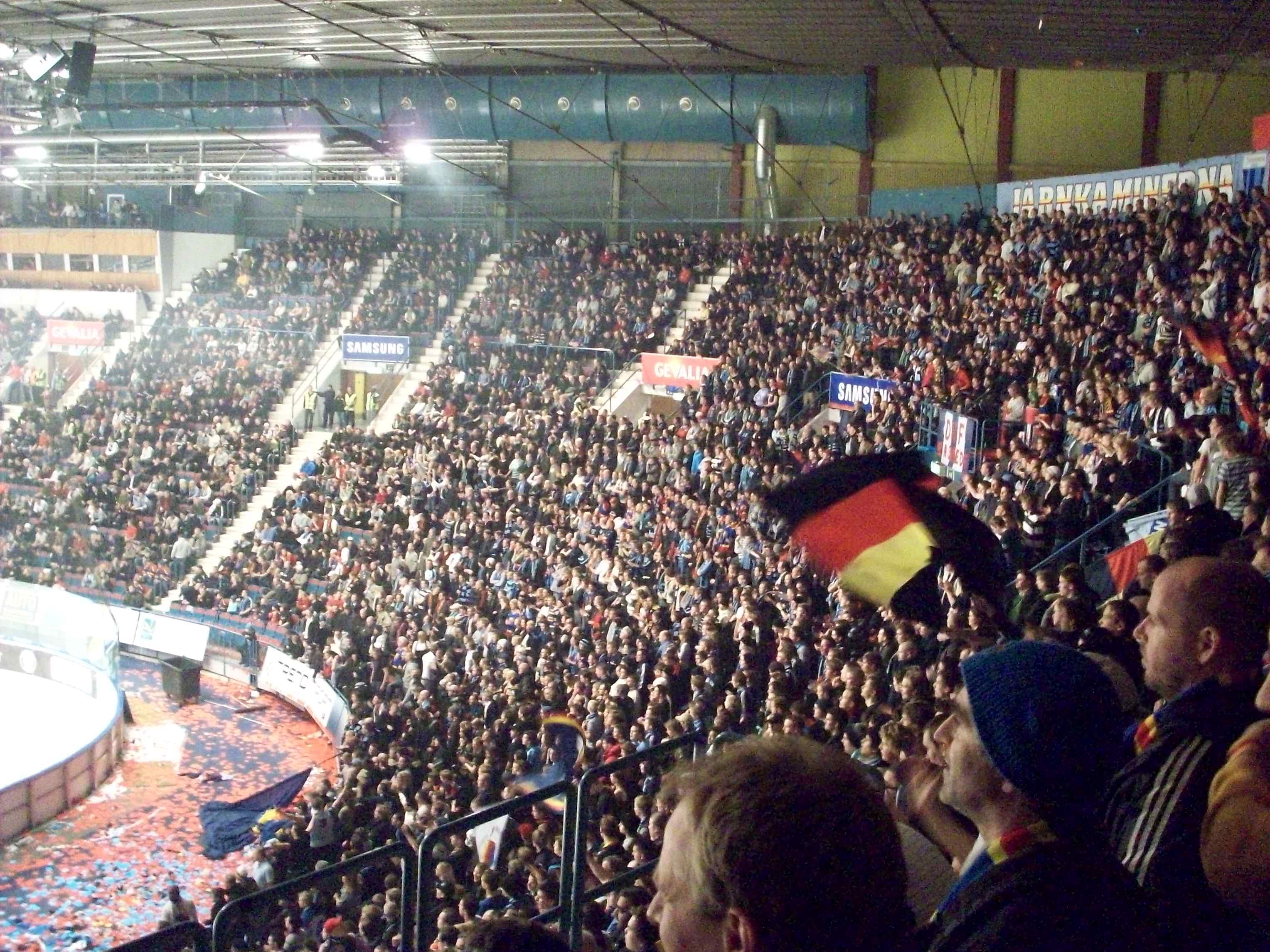
Match mellan Djurgårdens IF och Luleå HF den 5 januari 2008

## Hovet som konsertscen

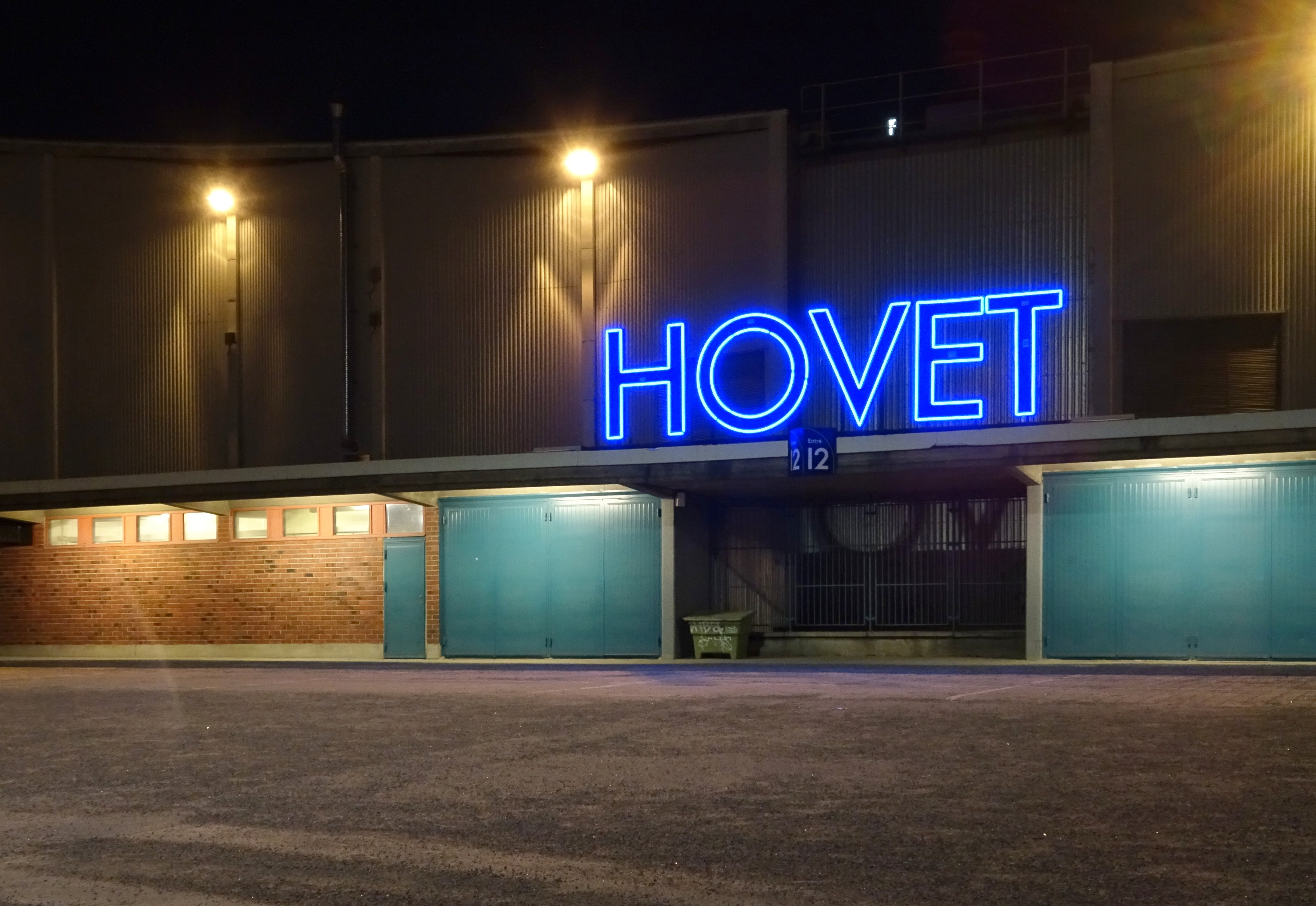
Hovets neonskylt.

Många band och artister har spelat på Hovet, bland annat Depeche Mode, Motörhead, Nelly Furtado, Ultravox, AC/DC, Clash, Dream Theater, Dire Straits, Symphony X, Dissection, The Beatles,  The Who, Bruce Springsteen, Kiss, Europe, Prince, Toto, Frank Zappa, Roger Waters, David Gilmour, Yes, Grateful Dead, Santana, Mike Oldfield, Genesis, Ozzy Osbourne,  Whitesnake, Saxon, Queen, Ulf Lundell, Slipknot, Rihanna, Foo Fighters, Iron Maiden, Judas Priest, Alicia Keys, Muse, Pink, Prince, Marilyn Manson, Mötley Crüe, Skid Row, Ghost, Hammerfall, Oasis, The Cure, Morrissey, Status Quo, Gary Moore, Mark Knopfler, Backstreet Boys, Deep Purple, Cat Stevens, Zappa Plays Zappa och Jean Michel Jarre. Nirvana skulle ha spelat 26 april 1994 men konserten ställdes in på grund av Kurt Cobains död 5 april samma år. Den svenska popgruppen Abba:s sista arenaspelning i Sverige skedde på Hovet den 20 oktober 1979.